# Natalja Lwowna Tschlenowa
Natalja Lwowna Tschlenowa (russisch Наталья Львовна Членова; * 15. Oktober 1936 in Moskau; † 16. Oktober 2009) war eine russische Prähistorikerin.

## Leben
Tschlenowas Vater Lew Grigorjewitsch Tschlenow (1894–1959) war während des Russischen Bürgerkrieges Militärarzt in der Roten Armee und dann Neuropathologe. Die Mutter Olga Petrowna geborene Popowa (1902–1985) war Laboratoriumsleiterin im Moskauer Krankenhaus Nr. 60. Tschlenowas Onkel mütterlicherseits war der Anthropologe Georgi Franzewitsch Debez. Zur Verwandtschaft gehörte auch der Geologe und Paläontologe Walerian Innokentjewitsch Gromow.
Tschlenowa begann 1948 das Studium an der Fakultät für Geschichte der Lomonossow-Universität Moskau (MGU), das sie 1953 abschloss. Es folgte die Aspirantur im Institut für Archäologie der Akademie der Wissenschaften der UdSSR. Von 1949 bis 1980 war sie Mitarbeiterin archäologischer Expeditionen in der Wolgaregion, im Nordkaukasus, in Sibirien und Fernost.
Ab 1960 arbeitete Tschlenowa im Institut für Archäologie. 1961 leitete sie eine Expedition in Chakassien, in der Dawid Lasarewitsch Brodjanski mitarbeitete. Tschlenowas Arbeitsschwerpunkte waren die Chronologie der Kulturen der Bronzezeit und der frühen Eisenzeit, die Kurgane im Minussinsker Becken und im Nasarower Becken im Süden der Region Krasnojarsk, Probleme der prähistorischen Kunst, die skytho-sibirischen Tierdarstellungen, die indo-iranischen Kunsteinflüsse, die gegenseitige Beeinflussung der Kulturen Zentralasiens und der Skythenwelt und die Hirschsteine als historische Quellen.